# Pachyramphus homochrous
A Pachyramphus homochrous a madarak (Aves) osztályának verébalakúak (Passeriformes) rendjébe és a Tityridae családjába tartozó faj. Egyes szervezetek az egész családot, a kotingafélék (Cotingidae) családjában sorolják Tityrinae alcsaládként.

## Rendszerezése
A fajt Philip Lutley Sclater angol ornitológus írta le 1859-ben. Sorolták a Platypsaris nembe is Platypsaris homochrous néven.

## Alfajai
- Pachyramphus homochrous canescens (Chapman, 1912)
- Pachyramphus homochrous homochrous P. L. Sclater, 1859
- Pachyramphus homochrous quimarinus (Meyer de Schauensee, 1950)[2]

## Előfordulása
Panamában és Dél-Amerika északnyugati részén, Kolumbia, Ecuador, Peru és Venezuela területén honos. A természetes élőhelye a szubtrópusi vagy trópusi síkvidéki- és hegyi esőerdők, valamint lombhullató erdők és cserjések. Állandó, nem vonuló faj.

## Megjelenése
Átlagos testhossza 16,5 centiméter, testtömege 35 gramm.

## Életmódja
Rovarokkal és gyümölcsökkel táplálkozik.

## Külső hivatkozások
- Képek az interneten a fajról
- Xeno-canto.org - a faj hangja és elterjedési területe